# فيديريكو سيرايوكو
فيديريكو سيرايوكو (بالإيطالية: Federico Serraiocco) (27 سبتمبر 1993 ببسكارا في إيطاليا - ) هو لاعب كرة قدم إيطالي في مركز حراسة المرمى. لعب مع نادي بريشيا ونادي فيتشينزا ونادي تيرامو.

## روابط خارجية
- فيديريكو سيرايوكو على موقع قاعدة بيانات كرة القدم.إي يو (الإنجليزية)
- فيديريكو سيرايوكو على موقع Soccerway.com (الإنجليزية)